# 蕨状鳞毛蕨
蕨状鳞毛蕨（学名：Dryopteris pteridiiformis）为鳞毛蕨科鳞毛蕨属下的一个种。